# Oscar du meilleur film documentaire
L’Oscar du meilleur film documentaire (Academy Award for Best Documentary Feature) est une récompense cinématographique américaine décernée chaque année depuis 1942 par l'Academy of Motion Picture Arts and Sciences (AMPAS), laquelle décerne également tous les autres Oscars.

## Palmarès
Note : L'année indiquée est celle de la cérémonie, récompensant les films tournées au cours de l'année précédente. Les lauréats sont indiqués en tête de chaque catégorie et en caractères gras.

### Années 1940
En 1942, une seule catégorie : Meilleur film documentaire.
- 1942 : La Forteresse de Churchill – Office national du film du Canada et United Artists
  - Adventure in the Bronx – Film Associates
  - Bomber – U.S. Office for Emergency Management Film Unit et Motion Picture Committee Cooperating for National Defense
  - Christmas Under Fire – Ministère de l'Information (Royaume-Uni) et Warner Bros.
  - Letter from Home – Ministère de l'Information (Royaume-Uni) et United Artists
  - Life of a Thoroughbred – Truman Talley et 20th Century Fox
  - Norway in Revolt – The March of Time et RKO Radio
  - A Place to Live – Philadelphia Housing Authority et Philadelphia Housing Association
  - Russian Soil – Amkino
  - Soldiers of the Sky – Truman Talley et 20th Century Fox
  - War Clouds in the Pacific – Office national du film du Canada et Metro-Goldwyn-Mayer

Depuis 1943, deux catégories: Meilleur film documentaire et Meilleur court-métrage documentaire.

- 1943 : (ex æquo)
  - La Bataille de Midway (The Battle of Midway) – John Ford
  - Kokoda Front Line – Ken G. Hall
  - La Défaite des armées allemandes devant Moscou (Razgrom nemetskikh voysk pod Moskvoy) – Artkino
  - Prélude à la guerre (Prelude to War), premier volet de la série Pourquoi nous combattons (Why We Fight) – Frank Capra
    - Africa, Prelude to Victory – The March of Time
    - Combat Report – United States Army Signal Corps
    - Conquer by the Clock – Frederic Ullman Jr.
    - The Grain That Built a Hemisphere – Walt Disney
    - Henry Browne, Farmer – Département de l'Agriculture des États-Unis
    - High Over the Borders – Office national du film du Canada
    - High Stakes in the East – The Netherlands Information Bureau
    - Inside Fighting China – Office national du film du Canada
    - It's Everybody's War – Bureau d'information de guerre des États-Unis
    - Listen to Britain – Ministère de l'Information (Royaume-Uni)
    - Little Belgium – Ministère de l'Information (Belgique)
    - Little Isles of Freedom – Victor Stoloff et Edgar Loew
    - Mr. Blabbermouth! – Bureau d'information de guerre des États-Unis
    - Mr. Gardenia Jones – Bureau d'information de guerre des États-Unis
    - The New Spirit – Walt Disney
    - The Price of Victory – William H. Pine
    - A Ship Is Born – United States Merchant Marine
    - Twenty-One Miles – Ministère de l'Information (Royaume-Uni)
    - We Refuse to Die – William C. Thomas
    - L'Aigle blanc (White Eagle) – Concanen Films
    - Winning Your Wings – United States Army Air Forces
- 1944 : Victoire du désert (Desert Victory) – Ministère de l'Information (Royaume-Uni) 
  - Baptism of Fire – United States Army
  - The Battle of Russia – Département de la Guerre des États-Unis
  - Les Aléoutiennes (Report from the Aleutians) – United States Army Pictorial Service
  - War Department Report – United States Office of Strategic Services Field Photographic Bureau
- 1945 : Le Combattant (The Fighting Lady) – Edward Steichen
  - Resisting Enemy Interrogation – United States Army Air Forces
- 1946 : La Vraie Gloire (The True Glory) – The Governments of Great Britain and the United States of America
  - The Last Bomb – United States Army Air Forces
- 1947 : Non attribué
- 1948 : Design for Death – Sid Rogell, Theron Warth et Richard Fleischer
  - Journey Into Medicine – United States Department of State Office of Information and Educational Exchange
  - The World Is Rich – Paul Rotha
- 1949 : Le Pays secret (The Secret Land) – Orville O. Dull
  - Le Petit Noir tranquille (The Quiet One) – Janice Loeb

### Années 1950
- 1950 : Daybreak in Udi – Crown Film Unit
  - Kenji Comes Home – Paul F. Heard
- 1951 : The Titan: Story of Michelangelo – Robert Snyder
  - With These Hands – Jack Arnold et Lee Goodman
- 1952 : L'Expédition du Kon-Tiki (Kon-Tiki) – Olle Nordemar
  - I Was a Communist for the FBI – Bryan Foy
- 1953 : Cette mer qui nous entoure (The Sea Around Us) – Irwin Allen
  - Navajo – Hall Bartlett
  - The Hoaxters – Dore Schary
- 1954 : Le Désert vivant (The Living Desert) – Walt Disney
  - La Conquête de l'Everest (The Conquest of Everest) – John Taylor, Leon Clore et Grahame Tharp
  - Une reine est couronnée (A Queen Is Crowned) – Castleton Knight
- 1955 : La Grande Prairie (The Vanishing Prairie) – Walt Disney
  - L'An un d'un festival (The Stratford Adventure) – Guy Glover
- 1956 : Helen Keller in Her Story – Nancy Hamilton
  - Crèvecœur – René Risacher
- 1957 : Le Monde du silence – Jacques-Yves Cousteau
  - Où flottent les montagnes (Hvor bjergene sejler) – The Government Film Committee of Denmark
  - The Naked Eye – Louis Clyde Stoumen
- 1958 : Albert Schweitzer – Jerome Hill
  - On the Bowery – Lionel Rogosin
  - Torero – Manuel Barbachano Ponce
- 1959 : Le Désert de l'Arctique (White Wilderness) – Ben Sharpsteen
  - Antarctic Crossing – James Carr
  - The Hidden World – Nathan Zucker
  - Psychiatric Nursing – Robert Snyder

### Années 1960
- 1960 : Serengeti ne doit pas mourir (Serengeti darf nicht sterben) – Bernhard Grzimek
  - The Race for Space – David L. Wolper
- 1961 : Le Cheval à la queue volante (The Horse with the Flying Tail) – Larry Lansburgh
  - Rebel in Paradise – Robert D. Fraser
- 1962 : Le Ciel et la Boue – Arthur Cohn et René Lafuite
  - La Grande Olympiade (La grande olimpiade) – Istituto Luce, Comitato organizzatore dei Giochi della XVII Olimpiade
- 1963 : Black Fox: The Rise and Fall of Adolf Hitler – Louis Clyde Stoumen
  - Alvorada – Hugo Niebeling
- 1964 : Robert Frost: A Lover's Quarrel With the World – Robert Hughes
  - Le Maillon et la Chaîne – Paul de Roubaix
  - The Yanks Are Coming – Marshall Flaum
- 1965 : Le Monde sans soleil – Jacques-Yves Cousteau
  - 14-18 – Jean Aurel
  - Alleman – Bert Haanstra
  - Four Days in November – Mel Stuart
  - La Vie extraordinaire de Winston Churchill (The Finest Hours) – Jack Levin
- 1966 : The Eleanor Roosevelt Story – Sidney Glazier
  - Let My People Go: The Story of Israel – Marshall Flaum
  - Mourir à Madrid – Frédéric Rossif
  - The Battle of the Bulge... The Brave Rifles – Laurence E. Mascott
  - The Forth Road Bridge – Peter Mills
- 1967 : La Bombe (The War Game) – Peter Watkins
  - Hélicoptère Canada (Helicopter Canada) – Peter Jones et Tom Daly
  - Le Volcan interdit – Haroun Tazieff
  - The Face of a Genius – Alfred R. Kelman
  - The Really Big Family – Alexander Grasshoff
- 1968 : La Section Anderson – Pierre Schoendoerffer
  - A King's Story – Jack Levin
  - A Time for Burning – Bill Jersey
  - Festival – Murray Lerner
  - Harvest – Carroll Ballard
- 1969 : Journey Into Self – Bill McGaw[2]
  - A Few Notes on Our Food Problem – James Blue
  - Legendary Champions – William Cayton
  - Other Voices – David H. Sawyer

### Années 1970
- 1970 : L'Amour de la vie - Artur Rubinstein – Bernard Chevry 
  - Before the Mountain Was Moved – Robert K. Sharpe
  - Olimpiada en México – Comité Organizador de Los Juegos de la XIX Olímpiada
  - The Wolf Men – Irwin Rosten
  - Vietnam, année du Cochon (In the Year of the Pig) – Emile de Antonio
- 1971 : Woodstock – Bob Maurice
  - Jack Johnson – Jim Jacobs
  - King : De Montgomery à Memphis (King: A Filmed Record... Montgomery to Memphis) – Ely Landau
  - Les Extraterrestres : Sur les traces de l'étrange (Erinnerungen an die Zukunft) – Harald Reinl
  - Say Goodbye – David H. Vowell
- 1972 : Des insectes et des hommes (The Hellstrom Chronicle) – Walon Green
  - Alaska Wilderness Lake – Alan Landsburg
  - On Any Sunday – Bruce Brown
  - Le Chagrin et la Pitié – Marcel Ophüls
  - Ra – Lennart Ehrenborg et Thor Heyerdahl
- 1973 : Marjoe – Howard Smith et Sarah Kernochan
  - Pire que les bêtes (Bij de beesten af) – Bert Haanstra
  - Malcolm X – Marvin Worth et Arnold Perl (à titre posthume)
  - Manson – Robert Hendrickson et Laurence Merrick (en)
  - The Silent Revolution – Eckehard Munck
- 1974 : The Great American Cowboy – Kieth Merrill
  - Always a New Beginning – John D. Goodell
  - Journey to the Outer Limits – Alexander Grasshoff
  - Schlacht um Berlin – Bengt von zur Mühlen
  - Walls of Fire – Gertrude Ross Marks et Edmund Penney
- 1975 : Le Cœur et l'Esprit (Hearts and Minds) – Peter Davis et Bert Schneider
  - Antonia: A Portrait of the Woman – Judy Collinset Jill Godmilow
  - Ne laissons pas les morts enterrer les morts (Ha-Makah Hashmonim V'Echad) – Jacques Ehrlich, David Bergman et Haim Gouri
  - Le Défi de la grandeur (The Challenge... A Tribute to Modern Art) – Herbert Kline
  - The Wild and the Brave – Natalie R. Jones et Eugene S. Jones
- 1976 : Le Skieur de l'Everest (The Man Who Skied Down Everest) – F. R. Crawley, James Hager et Dale Hartleben
  - Fighting for Our Lives – Glen Pearcy
  - The California Reich – Walter F. Parkes et Keith Critchlow
  - The Incredible Machine – Irwin Rosten
  - The Other Half of the Sky: A China Memoir – Shirley MacLaine
- 1977 : Harlan County, U.S.A. – Barbara Kopple
  - Hollywood on Trial – James C. Gutman et David Helpern
  - Off the Edge – Michael Firth
  - People of the Wind – Anthony Howarth et David Koff
  - Le Volcan : Une réflexion sur la vie et la mort de Malcolm Lowry (Volcano: An Inquiry Into the Life and Death of Malcolm Lowry) – Donald Brittain et Robert A. Duncan
- 1978 : Who Are the DeBolts? – John Korty, Dan McCann et Warren Lockhart
  - High Grass Circus – Bill Brind, Torben Schioler et Tony Ianzelo
  - Homage to Chagall: The Colours of Love – Harry Rasky
  - The Children of Theatre Street – Robert Dornhelm et Earle Mack
  - Union Maids – Jim Klein, Julia Reichert et Miles Mogulescu
- 1979 : Scared Straight! – Arnold Shapiro
  - Le Vent des amoureux – Albert Lamorisse (à titre posthume)[3]
  - Mysterious Castles of Clay – Alan Root
  - Raoni – Jean-Pierre Dutilleux, Barry Hugh Williams et Michel Gast
  - With Babies and Banners: Story of the Women's Emergency Brigade – Anne Bohlen, Lyn Goldfarb et Lorraine Gray

### Années 1980
- 1980 : Best Boy - Ira Wohl
  - Generation on the Wind - David Vassar
  - Edmonton... et comment s'y rendre (Going the Distance) - Paul Cowan et Jacques Bobet
  - The Killing Ground - Steve Singer et Tom Priestley
  - The War at Home - Glenn Silber et Barry Alexander Brown
- 1981 : De Mao à Mozart (From Mao to Mozart: Isaac Stern in China) - Murray Lerner
  - Agee - Ross Spears
  - Der gelbe Stern - Bengt von zur Mühlen et Arthur Cohn
  - Front Line - David Bradbury
  - The Day After Trinity (The Day After Trinity: J. Robert Oppenheimer and the Atomic Bomb) - Jon Else
- 1982 : Genocide – Arnold Schwartzman et Marvin Hier
  - Against Wind and Tide: A Cuban Odyssey – Susanne Bauman, Paul Neshamkin et Jim Burroughs
  - Brooklyn Bridge – Ken Burns
  - Eight Minutes to Midnight: A Portrait of Dr. Helen Caldicott – Mary Benjamin, Susanne Simpson et Boyd Estus
  - El Salvador: Another Vietnam – Glenn Silber et Teté Vasconcellos
- 1983 : Just Another Missing Kid – John Zaritsky
  - A Portrait of Giselle – Joseph Wishy
  - After the Axe – Sturla Gunnarsson et Steve Lucas
  - Ben's Mill – John Karol et Michel Chalufour
  - In Our Water – Meg Switzgable
- 1984 : He Makes Me Feel Like Dancin' – Emile Ardolino
  - Children of Darkness – Richard Kotuk et Ara Chekmayan
  - First Contact – Bob Connolly et Robin Anderson
  - Seeing Red – Jim Klein et Julia Reichert
  - Le Métier des armes (The Profession of Arms) – Michael Bryans et Tina Viljoen
- 1985 : The Times of Harvey Milk – Rob Epstein et Richard Schmiechen
  - High Schools – Charles Guggenheim et Nancy Sloss
  - In the Name of the People – Alex W. Drehsler et Frank Christopher
  - Marlene – Karel Dirka et Zev Braun
  - Streetwise – Cheryl McCall
- 1986 : Broken Rainbow – Maria Florio et Victoria Mudd
  - Las madres de la Plaza de Mayo – Susana Blaustein Muñoz et Lourdes Portillo
  - Soldiers in Hiding – Japhet Asher
  - The Statue of Liberty – Ken Burns et Buddy Squires
  - Unfinished Business – Steven Okazaki
- 1987 : (ex æquo)
  - Artie Shaw: Time Is All You've Got – Brigitte Berman
  - Down and Out in America – Joseph Feury et Milton Justice
    - Chile: Hasta Cuando? – David Bradbury
    - Isaac in America: A Journey with Isaac Bashevis Singer – Kirk Simon et Amram Nowak
    - Witness to Apartheid – Sharon I. Sopher
- 1988 : The Ten-Year Lunch – Aviva Slesin
  - A Stitch for Time – Barbara Herbich et Cyril Christo
  - Bridge to Freedom: 1965, épisode de la série Eyes on the Prize  – Callie Crossley et James A. DeVinney
  - Hellfire: A Journey from Hiroshima – John Junkerman et John W. Dower
  - Radio Bikini – Robert Stone
- 1989 : Hôtel Terminus : Klaus Barbie, sa vie et son temps – Marcel Ophüls
  - Let's Get Lost – Bruce Weber et Nan Bush
  - Promises to Keep – Ginny Durrin
  - The Cry of Reason – Robert Bilheimer et Ronald Mix
  - Who Killed Vincent Chin? – Renee Tajima-Pena et Christine Choy

### Années 1990
- 1990 : Common Threads: Stories from the Quilt – Rob Epstein et Jeffrey Friedman
  - Adam Clayton Powell – Richard Kilberg et Yvonne Smith
  - Crack USA: County Under Siege – Vince DiPersio et Bill Guttentag
  - For All Mankind – Al Reinert et Betsy Broyles Breier
  - Super Chief: The Life and Legacy of Earl Warren – Judith Leonard et Bill Jersey
- 1991 : American Dream – Barbara Kopple et Arthur Cohn
  - Berkeley in the Sixties – Mark Kitchell
  - Building Bombs – Mark Mori et Susan J. Robinson
  - Forever Activists – Judith Montell
  - Waldo Salt: A Screenwriter's Journey – Robert Hillmann et Eugene X
- 1992 : In the Shadow of the Stars – Allie Light (en) et Irving Saraf (en)
  - Death on the Job – Vince DiPersio et Bill Guttentag
  - Doing Time: Life Inside the Big House – Alan Raymond et Susan Raymond
  - The Restless Conscience – Hava Kohav Beller
  - Wild by Law – Lawrence R. Hott et Diane Garey
- 1993 : The Panama Deception – Barbara Trent et David Kasper
  - Changing Our Minds: The Story of Dr. Evelyn Hooker – David Haugland
  - Fires of Kuwait – Sally Dundas
  - Liberators: Fighting on Two Fronts in World War II – William Miles et Nina Rosenblum
  - Music for the Movies: Bernard Herrmann – Margaret Smilow et Roma Baran
- 1994 : I Am a Promise: The Children of Stanton Elementary School – Susan Raymond et Alan Raymond
  - Children of Fate: Life and Death in a Sicilian Family –  Susan Todd et Andrew Young
  - For Better or For Worse – David Collier et Betsy Thompson
  - The Broadcast Tapes of Dr. Peter – David Paperny et Arthur Ginsberg
  - The War Room – Donn Alan Pennebaker et Chris Hegedus
- 1995 : Maya Lin: A Strong Clear Vision – Freida Lee Mock et Terry Sanders
  - A Great Day in Harlem – Jean Bach
  - D-Day Remembered – Charles Guggenheim
  - Complaints of a Dutiful Daughter – Deborah Hoffmann
  - Freedom on My Mind – Connie Field et Marilyn Mulford
- 1996 : Anne Frank Remembered – Jon Blair
  - Hank Aaron: Chasing the Dream – Michael Tollin et Fredric Golding
  - Small Wonders – Allan Miller (en) et Walter Scheuer
  - The Battle Over Citizen Kane – Thomas Lennon et Michael Epstein
  - Troublesome Creek: A Midwestern – Steven Ascher et Jeanne Jordan
- 1997 : When We Were Kings  – Leon Gast et David Sonenberg
  - Mandela  – Jo Menell et Angus Gibson
  - Suzanne Farrell: Elusive Muse  – Anne Belle et Deborah Dickson
  - Tell the Truth and Run: George Seldes and the American Press – Rick Goldsmith
  - The Line King: The Al Hirschfeld Story  – Susan Warms Dryfoos
- 1998 : The Long Way Home – Marvin Hier et Richard Trank
  - 4 Little Girls – Spike Lee et Sam Pollard
  - Ayn Rand: A Sense of Life – Michael Paxton
  - Colors Straight Up – Michèle Ohayon et Julia Schachter
  - Waco: The Rules of Engagement – William Gazecki et Dan Gifford
- 1999 : Les Derniers Jours (The Last Days) – James Moll et Ken Lipper
  - Dancemaker – Matthew Diamond et Jerry Kupfer
  - Lenny Bruce: Swear to Tell the Truth – Robert B. Weide
  - Regret to Inform – Barbara Sonneborn et Janet Cole
  - The Farm: Angola, USA – Jonathan Stack et Liz Garbus

### Années 2000
- 2000 : Un jour en septembre (One Day in September) – Arthur Cohn et Kevin Macdonald
  - Buena Vista Social Club – Wim Wenders et Ulrich Felsberg
  - Genghis Blues – Roko Belic et Adrian Belic
  - On the Ropes – Nanette Burstein et Brett Morgen
  - Speaking in Strings – Paola di Florio et Lilibet Foster
- 2001 : Into the Arms of Strangers: Stories of the Kindertransport – Mark Jonathan Harris et Deborah Oppenheimer
  - Legacy – Tod Lending
  - Long Night's Journey into Day – Frances Reid et Deborah Hoffmann
  - Scottsboro: An American Tragedy – Barak Goodman et Daniel Anker
  - Sound and Fury – Josh Aronson et Roger Weisberg
- 2002 : Un coupable idéal – Jean-Xavier de Lestrade et Denis Poncet
  - Children Underground – Edet Belzberg
  - LaLee's Kin: The Legacy of Cotton – Susan Froemke et Deborah Dickson
  - Promesses (Promises) – Justine Shapiro et B. Z. Goldberg
  - War Photographer – Christian Frei
- 2003 : Bowling for Columbine – Michael Moore et Michael Donovan
  - Daughter from Danang – Gail Dolgin et Vicente Franco
  - Le Peuple migrateur – Jacques Perrin
  - Prisoner of Paradise – Malcolm Clarke et Stuart Sender
  - Spellbound – Jeffrey Blitz et Sean Welch
- 2004 : Brume de guerre (The Fog of War: Eleven Lessons from the Life of Robert S. McNamara) – Errol Morris et Michael Williams
  - Balseros – Carles Bosch et Josep Maria Domènech
  - Capturing the Friedmans – Andrew Jarecki et Marc Smerling
  - My Architect – Nathaniel Kahn et Susan Rose Behr
  - The Weather Underground – Sam Green et Bill Siegel
- 2005 : Born into Brothels: Calcutta's Red Light Kids – Ross Kauffman et Zana Briski
  - L'Histoire du chameau qui pleure (Ingen nulims) – Luigi Falorni et Byambasuren Davaa
  - Super Size Me – Morgan Spurlock
  - Tupac: Resurrection – Lauren Lazin et Karolyn Ali
  - Twist of Faith – Kirby Dick et Eddie Schmidt
- 2006 : La Marche de l'empereur – Luc Jacquet et Yves Darondeau
  - Enron: The Smartest Guys in the Room – Alex Gibney et Jason Kliot
  - Le Cauchemar de Darwin (Darwin's Nightmare) – Hubert Sauper
  - Murderball – Henry Alex Rubin et Dana Adam Shapiro
  - Street Fight – Marshall Curry
- 2007 : Une vérité qui dérange (An Inconvenient Truth) – Davis Guggenheim
  - Délivrez-nous du mal (Deliver Us from Evil) – Amy Berg et Frank Donner
  - Iraq in Fragments – James Longley et John Sinno
  - Jesus Camp – Heidi Ewing et Rachel Grady
  - My Country, My Country – Laura Poitras et Jocelyn Glatzer
- 2008 : Un taxi pour l'enfer (Taxi to the Dark Side) – Alex Gibney et Eva Orner
  - Irak, de la dictature au chaos – Charles H. Ferguson et Audrey Marrs
  - Operation Homecoming: Writing the Wartime Experience – Richard Robbins
  - Sicko – Michael Moore et Meghan O'Hara
  - War Dance – Andrea Nix et Sean Fine
- 2009 : Le Funambule (Man on Wire) – James Marsh et Simon Chinn
  - Rencontres au bout du monde (Encounters at the End of the World) – Werner Herzog et Henry Kaiser
  - The Betrayal - Nerakhoon – Ellen Kuras et Thavisouk Phrasavath
  - The Garden – Scott Hamilton Kennedy
  - Trouble the Water – Tia Lessin et Carl Deal

### Années 2010
- 2010 : The Cove – Louie Psihoyos et Fisher Stevens
  - Burma VJ – Anders Østergaard et Lise Lense-Møller
  - Food, Inc. – Robert Kenner et Elise Pearlstein
  - The Most Dangerous Man in America – Judith Ehrlich et Rick Goldsmith
  - Which Way Home – Rebecca Cammisa
- 2011 : Inside Job – Charles H. Ferguson et Audrey Marrs
  - Faites le mur ! (Exit Through the Gift Shop) – Banksy et Jaimie D'Cruz
  - Gasland – Josh Fox et Trish Adlesic
  - Restrepo – Tim Hetherington et Sebastian Junger
  - Waste Land (Lixo Extraordinário) – Lucy Walker et Angus Aynsley
- 2012 : Undefeated – TJ Martin, Dan Lindsay et Richard Middlemas
  - Hell and Back Again – Danfung Dennis et Mike Lerner
  - If a Tree Falls: A Story of the Earth Liberation Front – Marshall Curry et Sam Cullman
  - Paradise Lost 3: Purgatory – Joe Berlinger et Bruce Sinofsky
  - Pina – Wim Wenders et Gian-Piero Ringel
- 2013 : Sugar Man (Searching for Sugar Man) – Malik Bendjelloul et Simon Chinn
  - Cinq Caméras brisées (Five Broken Cameras) – Emad Burnat et Guy Davidi
  - How to Survive a Plague – David France et Howard Gertler
  - La Guerre invisible (The Invisible War) – Kirby Dick et Amy Ziering
  - The Gatekeepers (Shomrei HaSaf) – Dror Moreh, Estelle Fialon et Philippa Kowarsky
- 2014 : Twenty Feet from Stardom – Morgan Neville, Gil Friesen (à titre posthume) et Caitrin Rogers
  - The Square (Al midan) – Jehane Noujaim et Karim Amer
  - Cutie and the Boxer – Zachary Heinzerling et Lydia Dean Pilcher
  - Dirty Wars – Rick Rowley et Jeremy Scahill
  - The Act of Killing (Jagal) – Joshua Oppenheimer et Signe Byrge Sørensen
- 2015 : Citizenfour – Laura Poitras, Mathilde Bonnefoy et Dirk Wilutzky
  - Last Days in Vietnam – Rory Kennedy et Keven McAlester
  - Le Sel de la Terre (The Salt of the Earth) – Wim Wenders, Juliano Ribeiro Salgado et David Rosier
  - Virunga – Orlando von Einsiedel et Joanna Natasegara
  - À la recherche de Vivian Maier (Finding Vivian Maier) – John Maloof et Charlie Siskel
- 2016 : Amy – Asif Kapadia et James Gay-Rees
  - Cartel Land – Matthew Heineman et Tom Yellin
  - The Look of Silence – Joshua Oppenheimer et Signe Byrge Sørensen (en)
  - What Happened, Miss Simone? – Liz Garbus, Amy Hobby et Justin Wilkes
  - Winter on Fire: Ukraine's Fight for Freedom – Evgeny Afineevsky et Den Tolmor
- 2017 : O.J.: Made in America – Ezra Edelman et Caroline Waterlow
  - Fuocoammare – Gianfranco Rosi et Donatella Palermo (it)
  - I Am Not Your Negro – Raoul Peck, Rémi Grellety et Hébert Peck
  - Life, Animated – Roger Ross Williams et Julie Goldman (en)
  - Le 13e (13th) – Ava DuVernay, Spencer Averick et Howard Barish (en)
- 2018 : Icarus – Bryan Fogel et Dan Cogan
  - Abacus: Small Enough to Jail – Steve James, Mark Mitten et Julie Goldman
  - Les Derniers Hommes d'Alep (Last Men in Aleppo) – Firas Fayyad, Kareem Abeed et Søren Steen Jespersen
  - Strong Island – Yance Ford et Joslyn Barnes
  - Visages, Villages – Agnès Varda, JR et Rosalie Varda
- 2019 : Free Solo – Elizabeth Chai Vasarhelyi, Jimmy Chin, Evan Hayes et Shannon Dill
  - Djihadistes de père en fils (Kinder des Kalifats) – Talal Derki (en), Ansgar Frerich, Eva Kemme et Tobias Siebert
  - Hale County, jour après jour (Hale County This Morning, This Evening) – RaMell Ross, Joslyn Barnes et Su Kim
  - Minding the Gap – Bing Liu et Diane Moy Quon
  - RBG – Julie Cohen et Betsy West

### Années 2020
- 2020 : American Factory – Steven Bognar (en), Julia Reichert (en) et Jeff Reichert
  - Honeyland – Ljubo Stefanov, Tamara Kotevska et Atanas Georgiev
  - Pour Sama (For Sama) – Waad Al-Kateab et Edward Watts (en)
  - The Cave – Firas Fayyad, Kirstine Barfod et Sigrid Dyekjær
  - Une démocratie en danger (The Edge of Democracy) – Petra Costa (en), Joanna Natasegara, Shane Boris et Tiago Pavan
- 2021 : La Sagesse de la pieuvre (My Octopus Teacher) – Pippa Ehrlich, James Reed et Craig Foster
  - Crip Camp – Nicole Newnham, Jim LeBrecht et Sara Bolder
  - El agente topo – Maite Alberdi et Marcela Santibáñez
  - L'Affaire collective (Colectiv) – Alexander Nanau et Bianca Oana
  - Time – Garrett Bradley, Lauren Domino et Kellen Quinn
- 2022 : Summer of Soul – Questlove, Joseph Patel, Robert Fyvolent (de) et David Dinerstein
  - Ascension – Jessica Kingdon, Kira Simon-Kennedy et Nathan Truesdell
  - Attica – Stanley Nelson et Traci A. Curry
  - Flee – Jonas Poher Rasmussen, Monica Hellström, Signe Byrge Sørensen et Charlotte de La Gournerie
  - Writing with Fire – Rintu Thomas et Sushmit Ghosh
- 2023 : Navalny – Daniel Roher, Odessa Rae, Diane Becker, Melanie Miller, Shane Boris
  - Tout ce que nous respirons (All That Breathes) – Shaunak Sen, Aman Mann, Teddy Leifer
  - Toute la beauté et le sang versé – Laura Poitras, Howard Gertler, John Lyons, Nan Goldin, Yoni Golijov
  - Fire of Love – Sara Dosa, Shane Boris, Ina Fichman
  - Éclats d'enfance (A House Made of Splinters) – Simon Lereng Wilmont, Monica Hellström
- 2024 : 20 Jours à Marioupol (20 dniv u Mariupoli) – Mstyslav Tchernov, Michelle Mizner et Raney Aronson-Rath
  - Bobi Wine : Le Président du peuple (Bobi Wine: The People's President) – Moses Bwayo et Christopher Sharp
  - La Mémoire éternelle (La memoria infinita) – Maite Alberdi
  - Les Filles d'Olfa – Kaouther Ben Hania
  - Tuer un tigre (To Kill a Tiger) – Nisha Pahuja

- 2025 : No Other Land – Basel Adra, Rachel Szor Hamdan Ballal, et Yuval Abraham
  - Black Box Diaries – Shiori Itō, Eric Nyari et Hanna Aqvilin
  - Porcelain War – Brendan Bellomo (en), Slava Leontyev (en), Aniela Sidorska et Paula DuPré Pesmen
  - Bande-son pour un coup d'État (Soundtrack to a Coup d'Etat) – Johan Grimonprez, Daan Milius et Rémi Grellety
  - Sugarcane : Les Ombres d'un pensionnat (Sugarcane) – Julian Brave NoiseCat, Emily Kassie et Kellen Quinn

## Controverses
En 1995, de nombreuses voix se sont fait entendre lorsque Hoop Dreams s'est vu refuser la nomination à l'Oscar du meilleur documentaire,, et à la suite d'une remise en question plus générale du processus de sélection de l'académie, et l'omission de films tels que Shoah (1985), Le Dossier Adams (1988), Roger et moi (1989), Paris Is Burning (1990), ou Crumb (1994). À la suite de cette controverse, les règles de vote de l'Académie furent modifiées, limitant l'échelle de notation entre 6 et 10, afin d'éviter qu'un petit groupe de votants puissent donner des notes minimales dans le but de nuire aux films. L'efficacité de ces mesures sont relatives, puisque le film de 2005 Grizzly Man, un documentaire qui apparaissait pour beaucoup de critiques comme un des dix meilleurs jamais réalisés ne fut même pas sélectionné dans la liste des nommés.
Certains films ne sont pas qualifiables pour cet Oscar, car il ne remplissent pas la condition d'avoir été réalisés à destination du grand écran. C'est le cas par exemple de Fahrenheit 9/11, que le réalisateur Michael Moore avait choisi de passer à la télévision avant les élections présidentielles américaines de 2004.